# 아멘 브레이크
아멘 브레이크(Amen break)는 대중음악에서 널리 샘플링되어 온 드럼 브레이크이다. 이 곡은 1969년 싱글 "Color Him Father"의 B면으로 발매된 미국 소울 그룹 윈스턴스(Winstons)의 1969년 트랙 "Amen, Brother"에서 따왔다. 드럼 브레이크는 7초간 지속되며 그레고리 콜먼이 연주했다.
1980년대 힙합이 부흥하면서 N.W.A의 "Straight Outta Compton", 롭 베이스와 DJ E-Z 록의 "Keep It Going Now" 등의 히트곡에 아멘 브레이크가 사용되었다. 1990년대에는 드럼 앤 베이스, 정글 음악의 필수 요소가 되었다. 다양한 장르의 수천 트랙에 사용되어 음악 역사상 가장 많이 샘플링된 녹음 중 하나가 되었다.
윈스턴 측은 샘플에 대해 로열티를 받지 않았다. 밴드 리더인 리처스 루이스 스펜서(Richard Lewis Spencer)는 저작권 침해에 대한 공소시효가 통과된 후인 1996년까지 그 사용을 알지 못했다. 그는 이 표현이 표절이라고 비난했지만 나중에는 그것이 기분 좋은 일이라고 말했다. 그는 2006년 노숙자와 빈곤으로 사망한 콜먼이 자신이 음악에 미친 영향을 깨닫지 못할 것이라고 말했다.

## 드럼 브레이크
"Amen, Brother"가 시작되는 약 1분 26초 지점에서 다른 연주자들의 연주가 멈추고 드러머인 그레고리 콜먼이 7초 동안 지속되는 4마디 드럼 브레이크를 연주한다. 두 마디의 경우 콜먼은 이전 비트를 연주한다. 세 번째 마디에서는 스네어 히트를 지연시킨다. 네 번째 마디에서 그는 첫 번째 비트를 비워 두고 당김음 패턴과 초기 크래시 심벌을 연주한다.
리프만으로 너무 짧았던 트랙을 늘리기 위해 드럼 브레이크를 추가했다. 스펜서는 자신이 브레이크를 감독했다고 말했지만 2015년 밴드에서 살아남은 유일한 멤버인 필 톨로타(Phil Tolotta)는 이를 콜먼에게만 인정했다.

## 같이 보기
- 브레이크비트
- 브레이크코어